# Museo Nacional de Artes Decorativas
El Museo Nacional de Artes Decorativas (MNAD) es un museo nacional español con sede en Madrid. Es uno de los museos más antiguos y ricos del llamado «Triángulo del Arte» de dicha ciudad. Siguiendo el ejemplo del Victoria and Albert Museum de Londres (Reino Unido), ilustra la evolución de las llamadas «artes industriales» o «menores» (muebles, cerámicas y vidrio, textiles, etc.), principalmente entre los siglos XV y XX. Sus 60 salas de exposición ocupan un palacio cerca del parque del Retiro (calle Montalbán, 12), a pocos minutos de distancia del Museo del Prado. El museo exhibe unos 1.600 objetos, de los aproximadamente 70.000 que posee entre fondos museográficos y documentales. Cuenta con 820 metros cuadrados dedicados a la colección permanente y otros 561 a exposiciones temporales.
El museo es de titularidad estatal y de gestión directa del Ministerio de Cultura. Orgánicamente depende de la Dirección General de Bellas Artes y Patrimonio Cultural, en concreto de la Subdirección General de Museos Estatales.

## Historia
El museo tuvo un precedente durante el reinado de Amadeo I: el Real Decreto del 5 de mayo de 1871, firmado por el Ministro de Fomento Manuel Ruiz Zorrilla, mediante el que se creaba una Escuela de Artes y Oficios y un Museo Industrial, aunque finalmente el proyecto no se llevó a cabo. Hubo que esperar a 1912, en que por Real Decreto de 30 de diciembre del Ministerio de Instrucción Pública y Bellas Artes, cuyo titular era Santiago Alba Bonifaz, se creó el Museo Nacional de Artes Industriales, denominación que en 1927 se cambió por la actual.
En su primera etapa, la institución se orientó a un fin más pedagógico que de investigación o turístico. Se enfocaba como un lugar de aprendizaje para artesanos, fabricantes y diseñadores, tal como habían surgido el Victoria and Albert Museum de Londres y el Musée des Arts Décoratifs de París. 
Se le asignó como sede el Palacio de Cristal del Retiro, aunque nunca llegó a instalarse en él, sino que lo hizo en el edificio del número 5 de la calle Sacramento, en el Madrid de los Austrias, en 1913. Ocupaba seis salas. En 1932 se trasladó a su sede actual de la calle Montalbán: el antiguo palacio de verano de la duquesa de Santoña, erigido en 1878 en terrenos que habían sido del Real Sitio del Buen Retiro, y que desde 1909 albergaba una escuela de magisterio. El edificio, obra de José María Gómez, fue adquirido por el Estado en 1941, tras lo que se realizaron unas obras de ampliación y adaptación entre 1942 y 1944, a cargo de Luis Moya, arquitecto conservador del museo, que añadieron un sótano y dos plantas sobre las tres originales (en la reforma realizada entre 1969 y 1972 se construyó otra más). El conjunto de edificio y colecciones fue declarado Monumento Histórico-Artístico en 1962. 
El Museo Nacional de Artes Decorativas dispone actualmente de 60 salas repartidas en cinco plantas. Varias de ellas recrean ambientes de otras épocas, mediante mobiliario y demás piezas originales. Sobresale la reconstrucción de una cocina valenciana de finales del siglo XVIII recubierta con 1.536 azulejos, adquirida en 1941.

## Colecciones

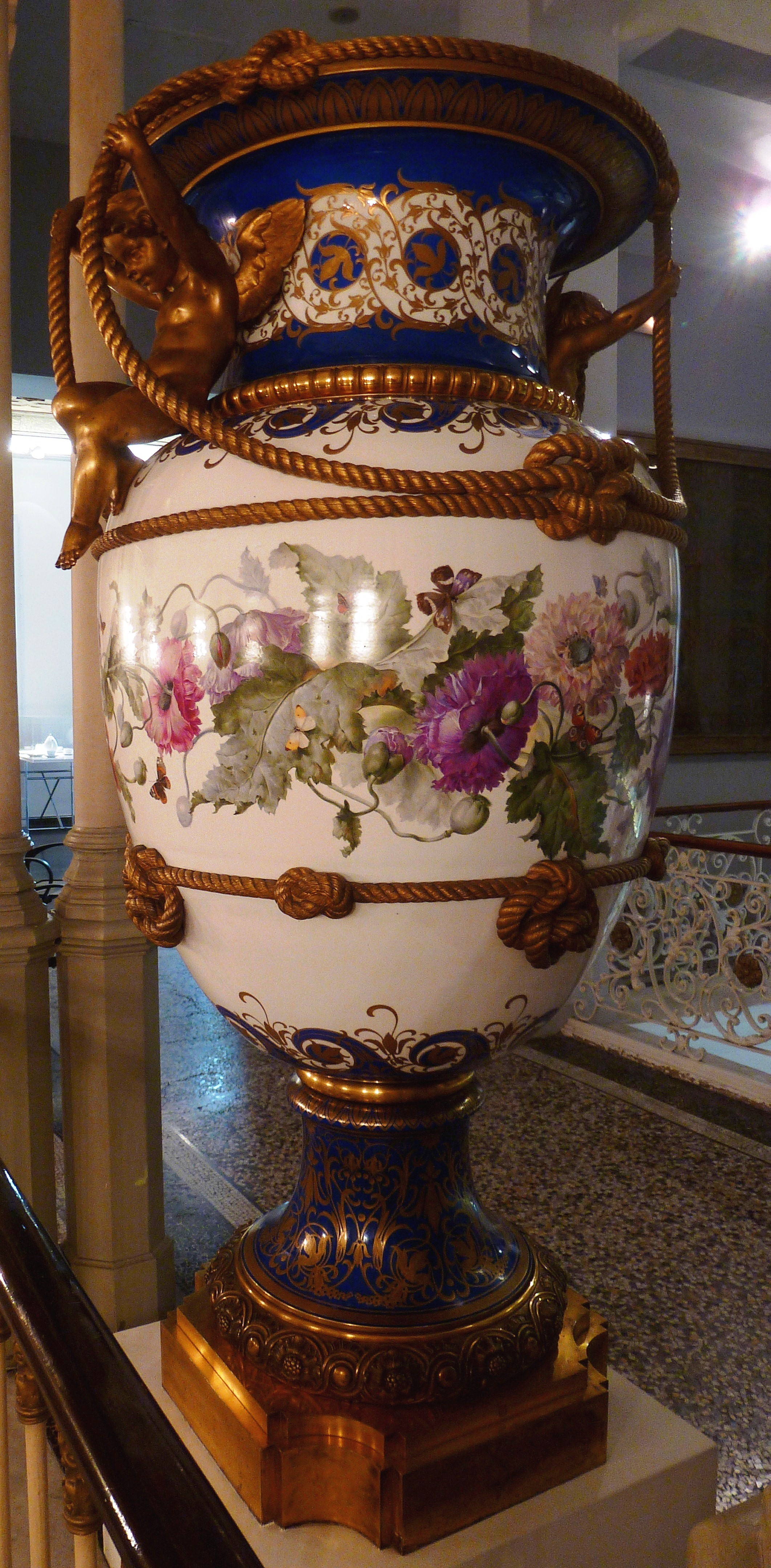
Jarrón de porcelana de Sèvres y bronce dorado y cincelado, de 180 × 59 cm. Louis-Pierre Schilt, 1852, pieza única. Regalado a Isabel II por Napoleón III y Eugenia de Montijo en 1865, ingresó en el Museo del Prado, donde estuvo expuesto en las salas del Tesoro del Delfín hasta 1972, en que fue depositado en el MNAD.

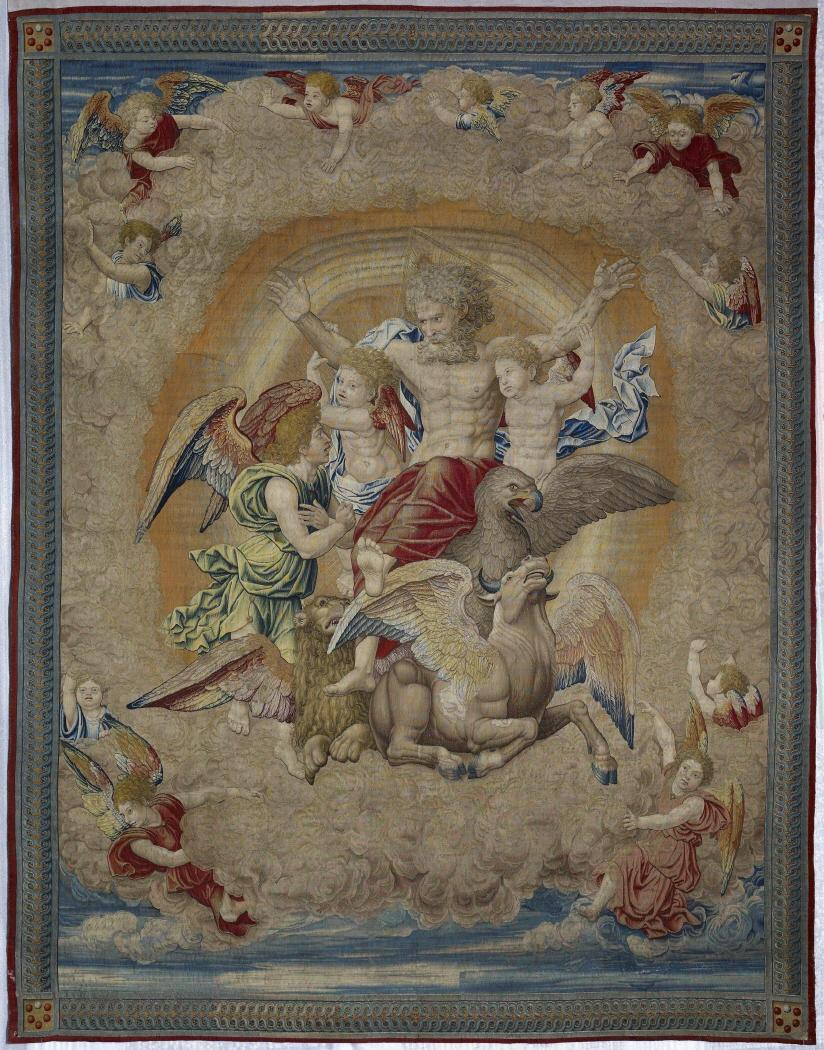
La visión de Ezequiel. Tapiz, c. 1520, 425 × 347 cm. Lana, seda, hilo de oro y plata y lino (forro). Taller de Pieter van Aelst, Bruselas. Cartón de Tommaso Vincidor basado en un diseño de Rafael.

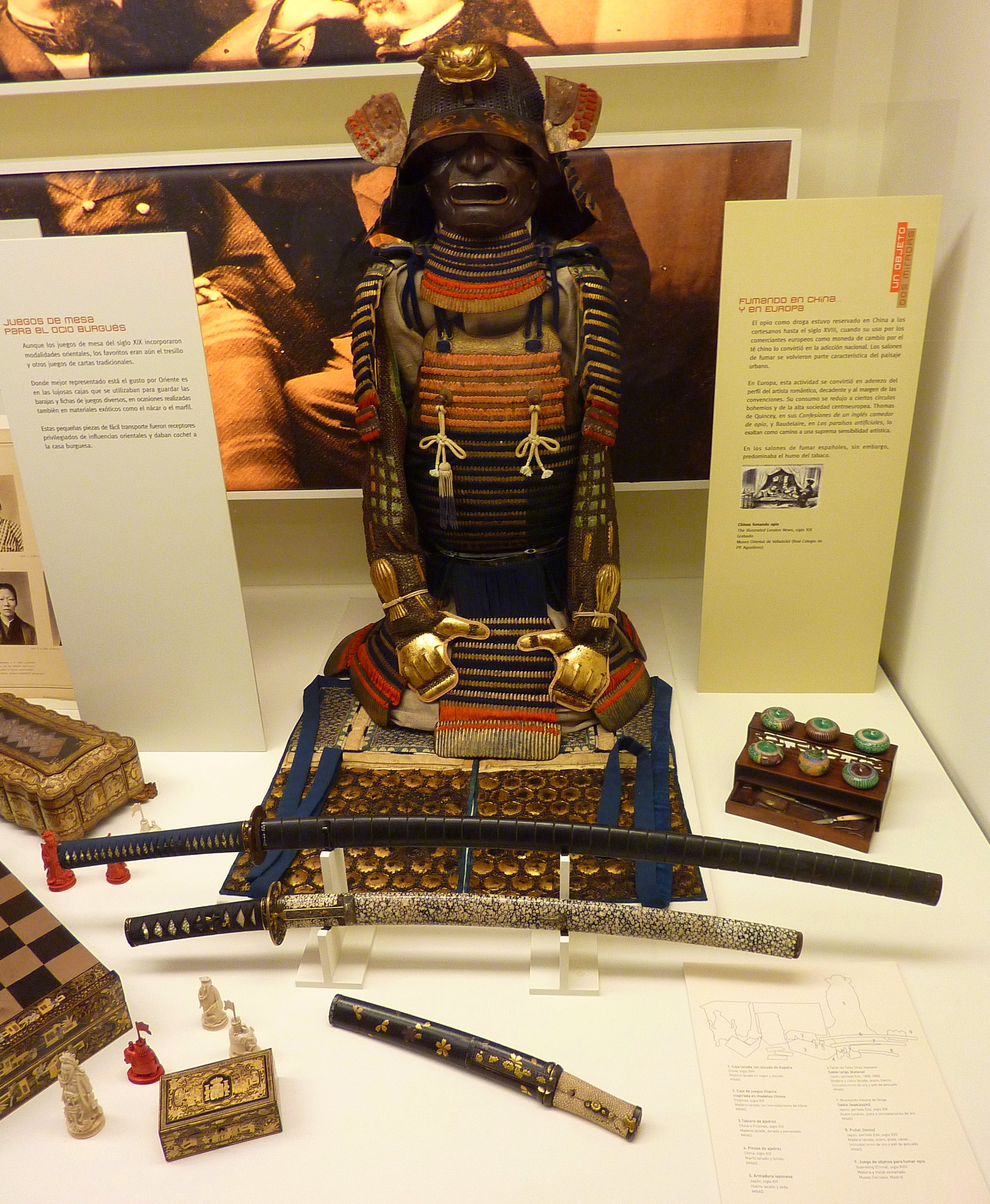
Armadura japonesa samurái datada entre la segunda mitad del y la primera del XIX, con kabuto del. Hierro lacado con aplicaciones de bronce, seda y algodón.

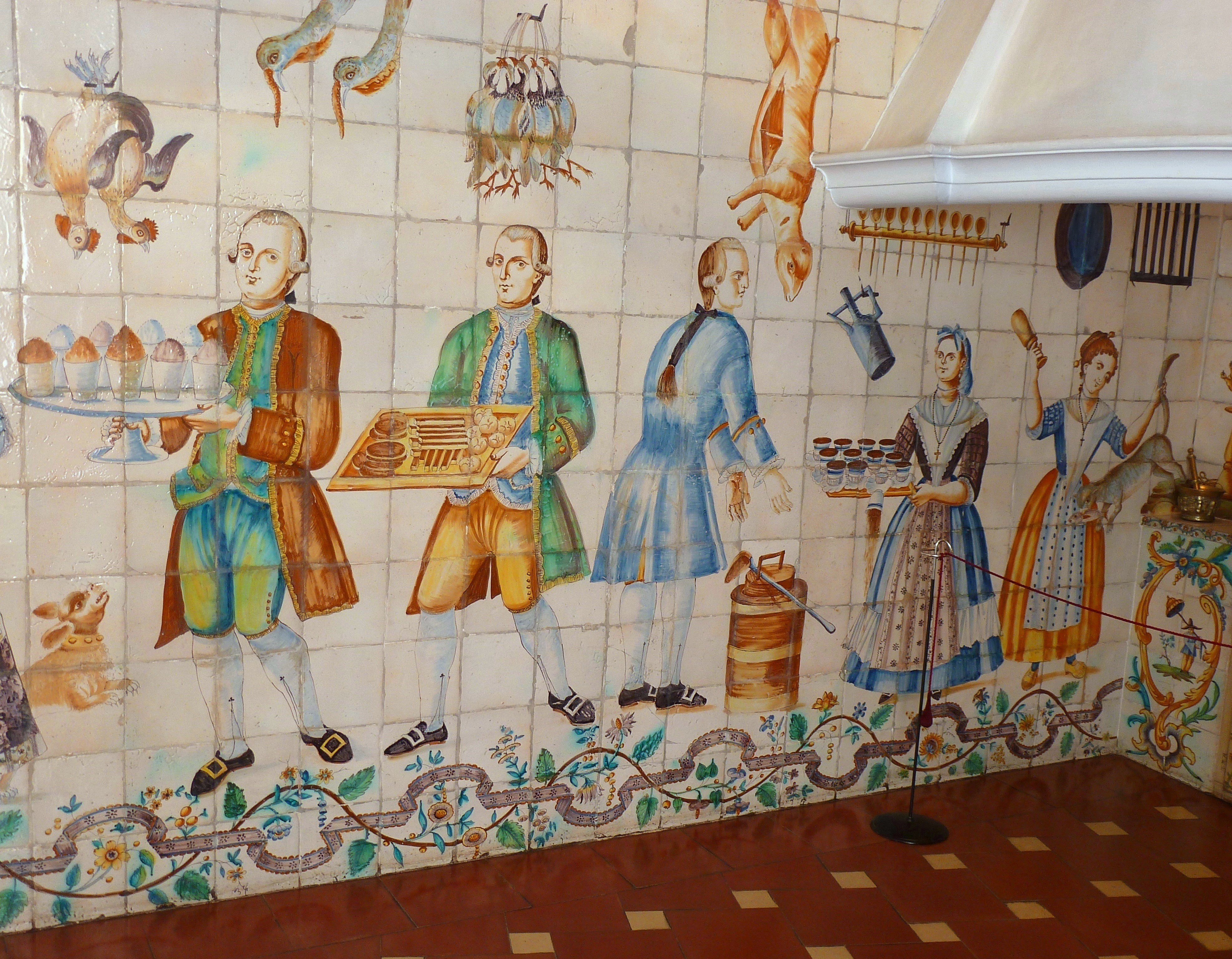
Cocina valenciana de azulejos, 1776 - 1800 (detalle).

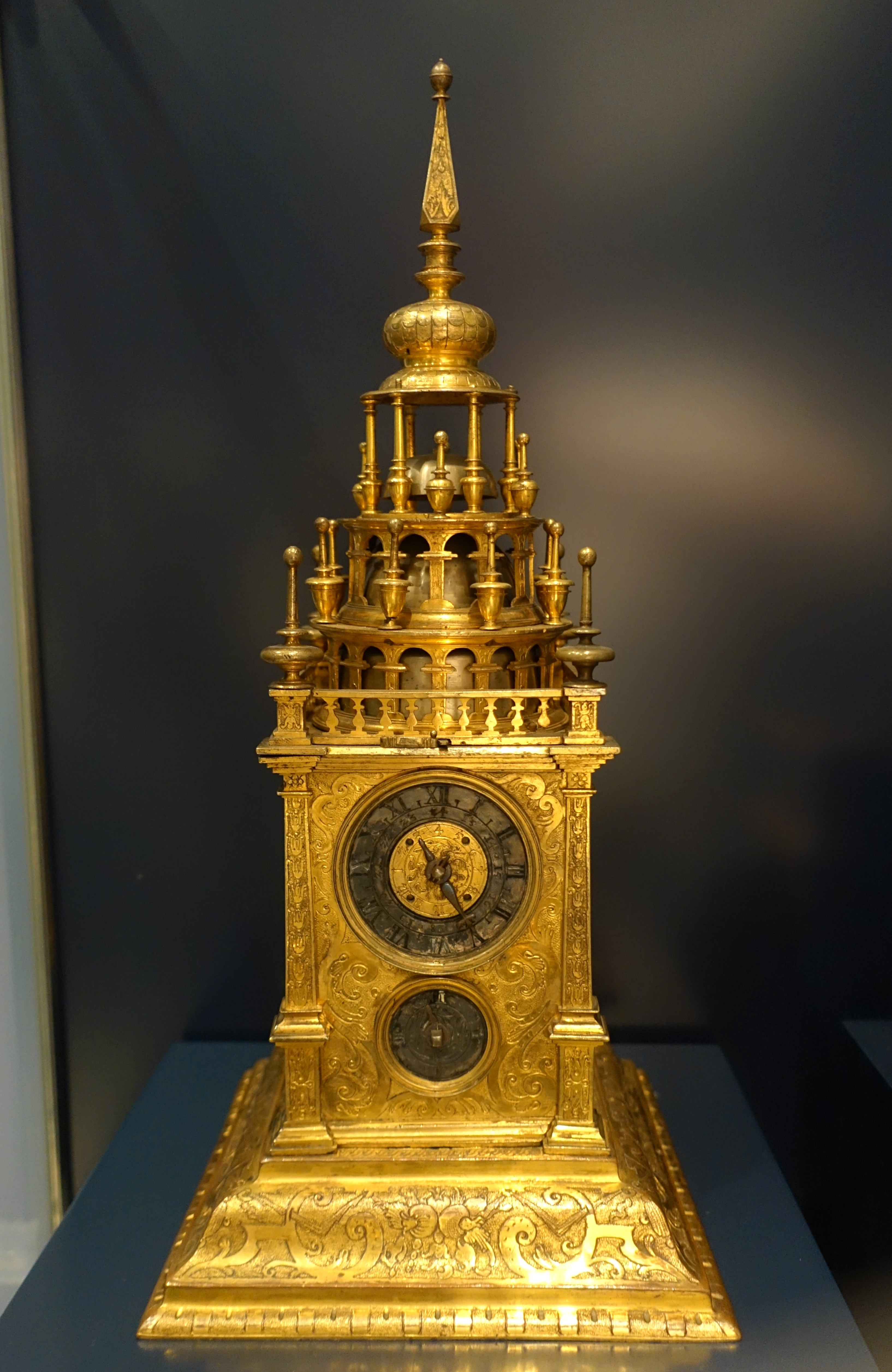
Reloj de torrecilla alemán (Türmchenuhr) del. Bronce y latón dorado.

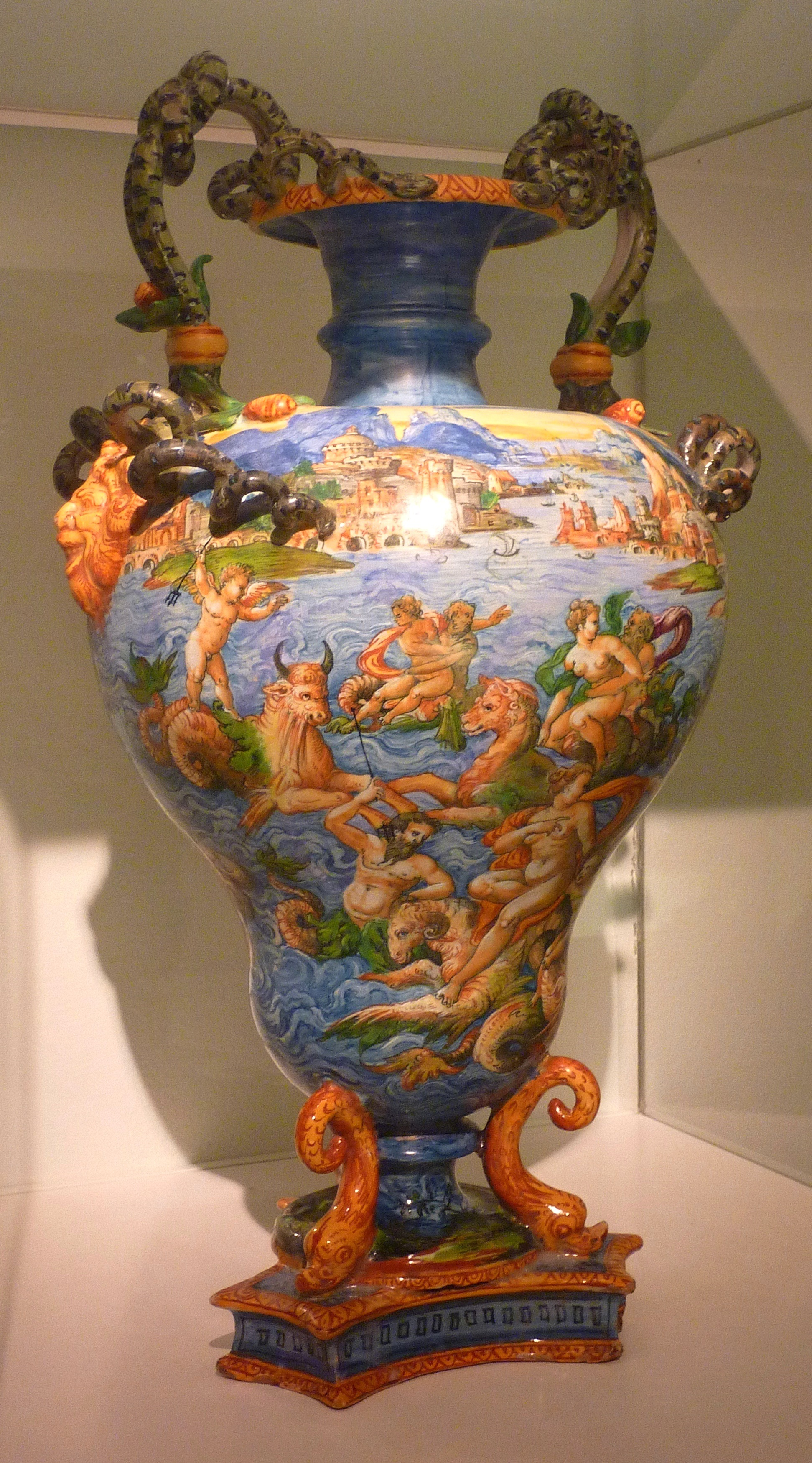
Ánfora. Poseidón y Anfítrite. Urbino, c. 1560, taller de Guido u Orazio Fontana.

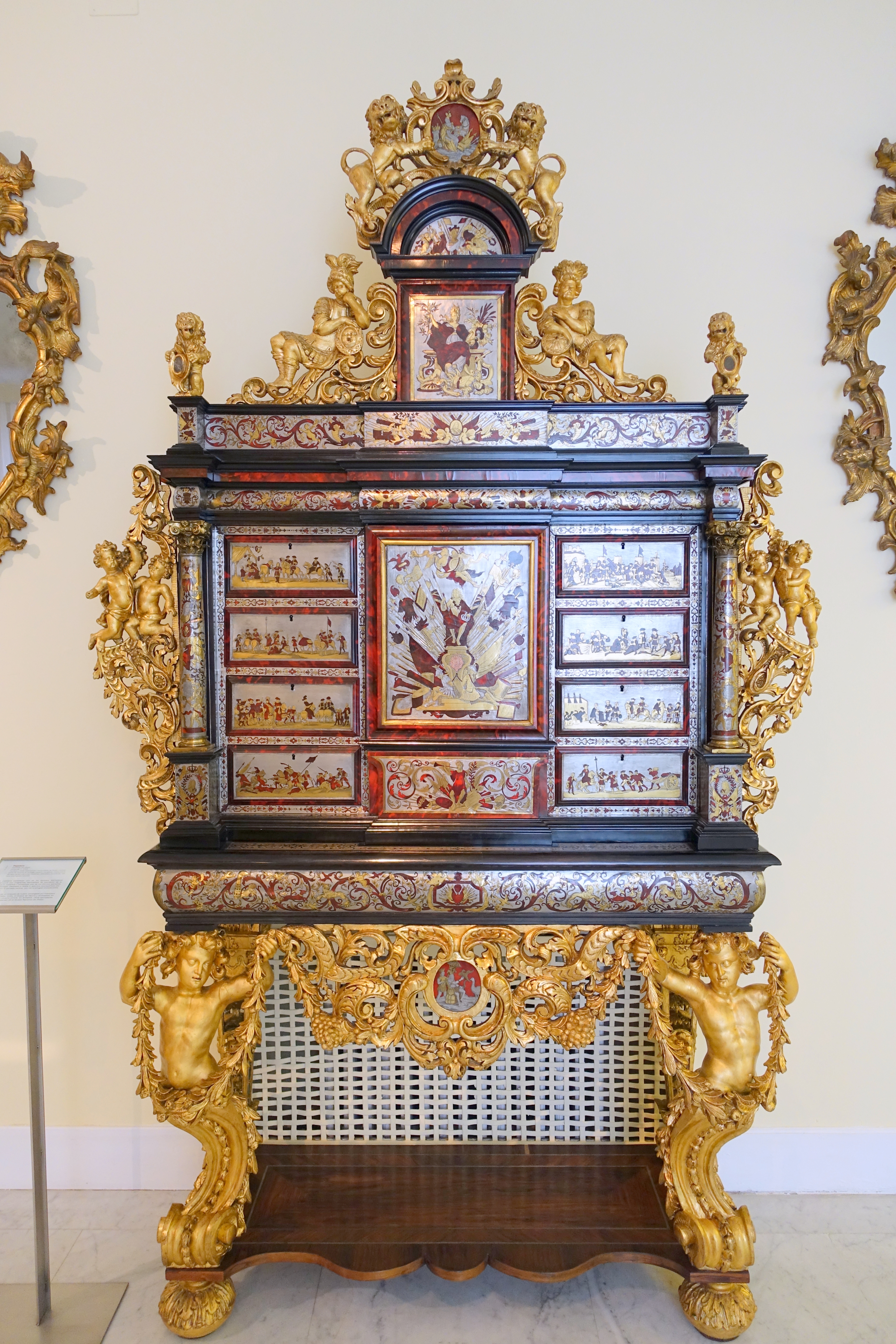
Papelera atribuida a Hendrick van Soest, c. 1713.

El Museo Nacional de Artes Decorativas es uno de los más amplios y ricos de Madrid. Alberga colecciones de gran interés, tanto etnográfico como artístico, que ilustran técnicas artesanales e industriales que en su mayor parte se extinguieron. De los 70.000 objetos reunidos, el museo expone unos 1.600 y otros están cedidos a otros museos, como el Museo del Traje, el Museo del Romanticismo y el Museo de América, todos ellos en Madrid, el Centro Nacional del Vidrio de La Granja de San Ildefonso o el Museo de Santa Cruz de Toledo, entre otros. A su vez, un buen número de las piezas conservadas en el MNAD son depósitos de otras instituciones, en especial el Museo Arqueológico Nacional (gran parte de la colección de arte asiático) y el Prado (más de cien estuches del Tesoro del Delfín y el jarrón de porcelana de Sèvres de Louis-Pierre Schilt).
Dado el actual auge del mercado anticuario, los muebles, alfombras y cerámicas de este Museo Nacional son tan raros y valiosos que resultaría imposible reunir un conjunto similar hoy en día. 
El museo se centra en las artes decorativas españolas, aunque incluye ejemplos de otros países, mayormente cerámicas y objetos de lujo importados desde fecha temprana, siendo especialmente destacable la colección de arte oriental.

### Alfombras
Las de Cuenca y Alcaraz de los siglos XV-XVII son muy raras y forman uno de los mejores repertorios de titularidad pública.

### Arte oriental
Consta de alrededor de 3.200 piezas, originarias en su mayor parte de China, aunque también las hay de Filipinas, India, Indonesia (Java), Japón, Nepal y Tailandia. Una buena parte de ellas proceden del Real Gabinete de Historia Natural, para el que Carlos III realizó importantes adquisiciones. En 1868 fueron transferidas al Museo Arqueológico Nacional, que había sido constituido el año anterior, y en la década de 1940 este las depositó en el MNAD.
Destacan las porcelanas de las dos últimas dinastías, la Ming (1368-1644) y la Qing (1644-1912). Algunas obras, llamadas «de exportación», se elaboraron en China por encargo de clientes europeos. Se empleaban técnicas y materiales autóctonos pero con tipologías occidentales. Este tipo de piezas, en particular vajillas, se puso de moda entre la aristocracia española desde que a principios del siglo XVIII Felipe V recibió una vajilla blasonada que había encargado en aquel país. Así, otras familias españolas adquirieron posteriormente vajillas que ostentan sus escudos: Gálvez, Álvarez de Toledo (Casa de Alba), Asteguieta...
También hay una importante colección de pintura china de exportación, realizada a la aguada sobre papel de médula de junco (el mal llamado papel de arroz). Este fenómeno de realizar obras específicas para el mercado exterior también se dio en Japón, con la porcelana Imari y el arte namban (o nambán o nanban, en japonés 南蛮, literalmente "bárbaros del sur", que fue como los japoneses llamaron a los primeros europeos, portugueses y españoles, que llegaron al archipiélago desde los mares meridionales), ambos igualmente representados en la colección.
El fondo oriental incluye además trajes imperiales chinos y de funcionarios de la corte, tanto túnicas (chi-fú) como sobretúnicas (pu-fú), así como instrumentos musicales chinos (más de cincuenta, entre los que se incluyen crótalos, un salterio y un gong), rollos de pinturas, bronces, armas, abanicos y mantones de Manila.

### Cerámica
Hay alrededor de 4.000 piezas, de tres diferentes modelos cerámicos, caracterizados por su composición, proceso de elaboración, características técnicas y resultado: objetos de barro, loza y porcelana. La más antigua es una tinaja toledana del siglo XI.
Hay ejemplos de los principales centros productores de España: Manises, Talavera de la Reina, El Puente del Arzobispo, Teruel, etc. La porcelana española está presente con obras de las Reales Fábricas de Alcora, Buen Retiro y de La Moncloa.
Entre las obras de origen extranjero, aparte de las asiáticas, mencionadas en el apartado anterior, hay de casi todas las manufacturas europeas: Meissen, Delft, Limoges, Capodimonte, Sèvres... De esta última sobresale un monumental jarrón de 180 centímetros de altura, pieza única elaborada por Louis-Pierre Schilt, que le fue regalado a Isabel II por Napoleón III y Eugenia de Montijo.
Entre las producciones foráneas destaca la colección de loza esmaltada italiana, una de las más importantes del mundo. Consta de 78 piezas, realizadas entre los siglos XV y XIX, procedentes de diversos centros: Caltagirone, Casteldurante, Castelli, Deruta (incluido un piatto da pompa de la serie delle Belle Donne), Faenza, Florencia, Gubbio, Montelupo, Nápoles, Pavía, Savona, Urbino y Venecia. La representación de los distintos alfares, como ocurre en gran parte de las colecciones de este tipo, es desigual, oscilando entre las diecisiete piezas de Faenza y las trece de Urbino frente a otros de los que hay únicamente una obra, como Pavía y Nápoles, aparte de aquellos aún ausentes, como Siena. También cronológicamente la distribución es irregular, pues mientras que del siglo XV hay tan solo una pieza, las del XVI suponen dos tercios del total. El gran impulso de esta colección lo proporcionó la compra en 2004 de la colección de 140 cerámicas de Enrique Scharlau Bellsch, que aportó alrededor de dos terceras partes de las lozas italianas. El fortalecimiento de esta colección, hasta entonces exigua, estimuló además posteriores compras puntuales realizadas por el Estado para enriquecer más los fondos y cubrir lagunas, que han supuesto importantes incorporaciones, entre ellas un ánfora de Urbino con representación de Poseidón y Anfítrite, adquirida en 2008 en Sotheby's Nueva York por 90.000€.

### Joyería
Las colecciones abarcan desde el siglo XVI hasta principios del XX, desde el Renacimiento hasta el modernismo y el art déco. Entre las tipologías se encuentran pinjantes (también llamados brincos), lazos de pecho, colgantes, collares, broches, sortijas y gargantillas.

### Mobiliario
Está muy bien representado el español a partir del siglo XIV, época en la que los muebles eran muy escasos y los que subsisten son rarezas. El fondo reunido entre el gótico y el barroco es el mejor existente en un museo público español, ya que las colecciones de Patrimonio Nacional son en su mayor parte del siglo XVIII y posteriores. En este museo, destacan los escritorios o bargueños, las camas y los muebles de asiento en varias tipologías. Entre los de procedencia extranjera sobresale una papelera (mueble de gabinete) con los triunfos de Felipe V, que todo apunta a que fue encargada por Francisco María Téllez-Girón, VI duque de Osuna, para mostrar su adhesión al bando borbónico. Está atribuida al antuerpiense Hendrick van Soest, y fue adquirida en 2002 en Sotheby's Londres por 800.000 libras esterlinas (más de 1.266.000 € al cambio).

### Piedras duras
Incluye piezas del Real Laboratorio de Mosaicos y Piedras Duras del Buen Retiro, taller que estuvo activo entre 1762 y 1808 y que formaba parte de la Real Fábrica de Porcelana del Buen Retiro (llamada popularmente "Fábrica de la China"); pero también de manufacturas italianas: Talleres Papales de Roma, Granducales de Florencia (Opificio delle Pietre Dure) y napolitanos (Real Laboratorio delle Pietre Dure di Napoli). Sobresalen especialmente dos tableros de mesa romanos, uno adquirido en Sotheby's Nueva York el 5 de noviembre de 1998, número de inventario CE19571, y el otro en una subasta en Londres en 2005 por 750.000 €, CE27144.

### Platería
Los fondos comprenden más de quinientas cincuenta piezas, de las que casi la mitad están labradas entre la segunda mitad del siglo XIV y el primer cuarto del XX, y más del 70% son de origen español, aunque también hay obras de origen europeo y americano. Si bien hay algunos objetos de culto, como cálices y cruces procesionales, la mayor parte de las piezas son de platería civil. Destacan una mesa bufete datada hacia 1560, de taller de Núremberg, o tal vez de Amberes, dos jarros de pico y asa en forma de siete, vallisoletanos del siglo XVI, y una pareja de mancerinas atribuida al taller madrileño de Juan de Ortega, que está considerada la más antigua muestra de esta tipología, más común en cerámica y porcelana, ejecutada por los plateros españoles.

### Relojes
La colección comprende modelos de bolsillo, de sobremesa y de pared. Entre los primeros se incluyen dos del conocido José Rodríguez Losada (autor del Reloj de Gobernación de la Puerta del Sol), adquiridos en 2011, mientras que entre los de sobremesa destacan un reloj de torrecilla alemán (Türmchenuhr) del siglo XVII y el llamado Reloj de las porteadoras, del francés François-Louis Godon, relojero del rey Carlos IV, copia con variantes de un reloj realizado en 1788 por Robert Robin para la reina María Antonieta, actualmente conservado en el Museo de Artes Decorativas de París.

### Tapices
Destacan el Tapiz de las Bodas, elaborado en Tournai, datado entre 1476 y 1525, y especialmente uno del siglo XVI: La visión de Ezequiel, que originariamente se destinó a cubrir el baldaquino o dosel de una cama ceremonial del Vaticano. Fue tejido en el taller bruselense de Pieter van Aelst el Viejo, según cartón de Tommaso Vincidor, que se basó en un diseño de Rafael Sanzio. Conservado en España desde el siglo XVIII, en 2004 intentó comprarlo el Metropolitan de Nueva York, pero el gobierno español lo declaró bien inexportable (BIC) y finalmente lo adquirió en diciembre de ese año por un millón doscientos mil euros y lo adscribió a este museo. En 2012 - 2013 fue incluido en la exposición El último Rafael, primero en el Museo del Prado y luego en el Louvre.

### Textiles
Incluye tanto paños no confeccionados, como indumentaria (civil y religiosa) y ajuar doméstico. Arranca en el siglo II, con tejidos coptos, y llega casi hasta la actualidad. Pueden verse paños de damasco, terciopelo, bordados, encajes... Hay además abanicos, monederos, carnets de baile, tabaqueras...

### Vidrio
La colección, muy extensa, abarca desde la Grecia del siglo IV, el imperio romano y los visigodos, hasta las piezas únicas de Émile Gallé y René Lalique. Destacan las obras fabricadas en los talleres de Cadalso de los Vidrios y especialmente las realizadas en La Granja entre 1727 y 1823.